# Kale borroka

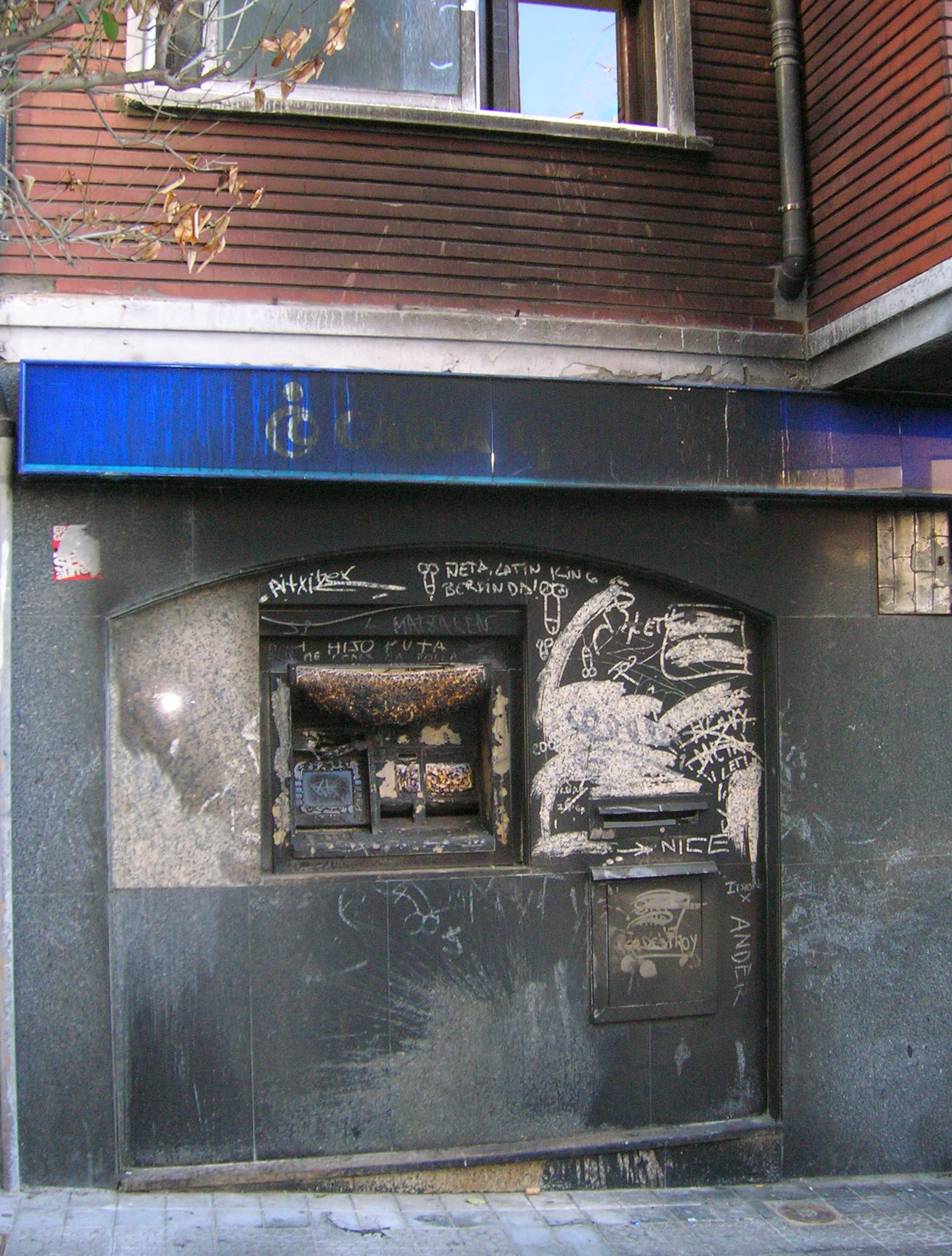
Caixer automàtic cremat a Algorta (Getxo, Biscaia) en 2005.

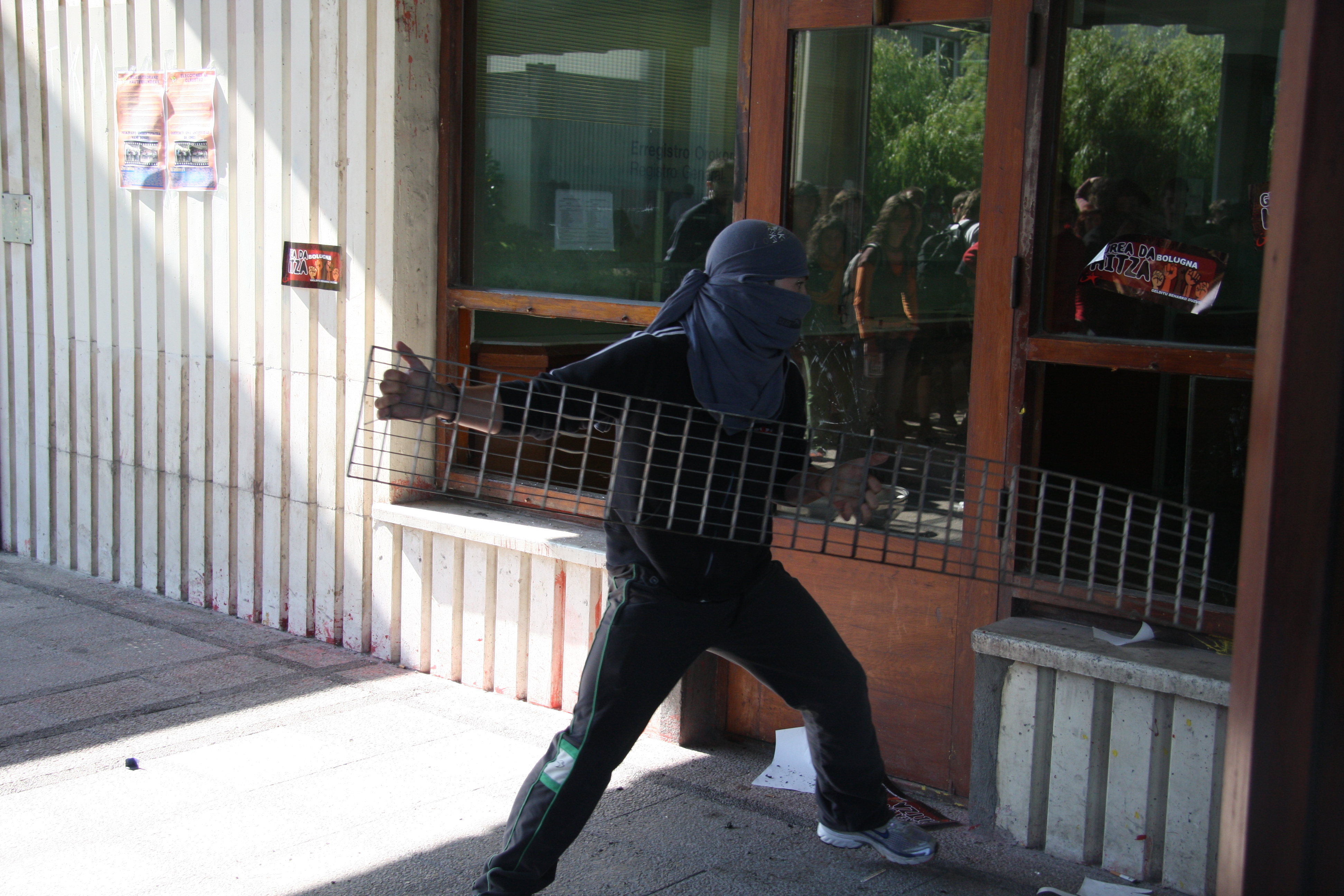
Incidents al campus de Leioa

El terme kale borroka (del basc «kale», carrer, i «borroka», lluita, baralla) s'utilitza comunament per referir-se als actes de violència de carrer que es produeixen al País Basc per militants o simpatitzants de l'entorn de l'esquerra abertzale en la seva majoria joves. A vegades també és denominat «terrorisme de baixa intensitat».

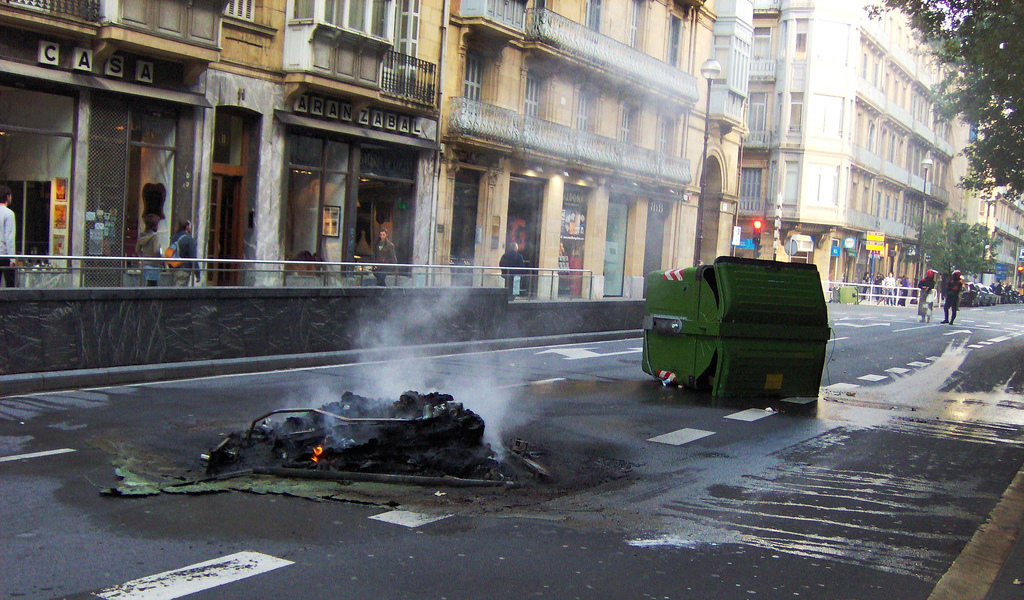
Contenidors cremats a Sant Sebastià

En aquest sentit, legalment s'ha considerat els seus participants com a "elements terroristes" i com a tals són jutjats a l'Audiència Nacional, que considera les accions de kale borroka com a terrorisme. Alguns dels participants en aquest tipus de guerrilla urbana van acabar formant part d'Euskadi Ta Askatasuna (ETA), fet que ha suposat un augment penal d'aquestes accions (en l'actualitat, si els autors són menors d'edat, els seus pares paguen els danys).
Per la seva banda, l'esquerra abertzale nega que existissin grups organitzats i atribueixen aquestes accions a quadrilles sorgides espontàniament que realitzaven protestes contra l'actual sistema o fets concrets, desvinculant-se a més d'aquests grups.

## Aparició
L'ús de la violència de carrer com a part de les manifestacions de l'esquerra abertzale i d'altres ideologies antifranquistes, s'inicia en la dècada de 1970 com a mètode de protesta violenta contra el sistema polític-social i econòmic. En els seus inicis comptava amb alts graus d'organització i coordinació. Posteriorment, després de la transició política, alguns dels simpatitzants de l'anomenat Moviment d'Alliberament Nacional Basc van adoptar la "violència de carrer" com a mètode de pressió.
Per evitar la detenció de militants per haver realitzat accions menors com cremar un cotxe o algun local relacionat amb interessos francesos, José Luis Álvarez Santacristina (Txelis) dissenya en 1986 una nova estructura mitjançant un entramat de grups de suport format per menors d'edat que no puguin ser jutjats per no tenir edat penal o que en cas de ser detinguts fossin jutjats per delictes de faltes. A aquests grups els anomena «grups X» per als encarregats de tasques d'agitació política, «grups Y» als encarregats de la kale borroka, els sabotatges a interessos públics o privats, i «grups Z», als escamots de l'organització.

## Auge i transformació
No és fins a la dècada de 1990 en què aquesta forma de manifestació violenta es denomina mediàticament com a kale borroka.
Aquesta activitat violenta va sorgir a proposta de l'ex cap de l'aparell polític d'ETA, actualment a la presó, José Luis Álvarez Santacristina, Txelis, per ocupar un espai que no podien cobrir els comandos legals i il·legals. Es tractava que aquests joves, millor si eren menors d'edat i sense cap vinculació orgànica amb ETA, cometessin petites accions violentes, sense conseqüències judicials, però que desestabilitzessin socialment.
Alguns mitjans han apreciat relació entre la caiguda de la cúpula d'ETA a Bidart el 29 de març de 1992 i l'auge organitzat de la «lluita de carrer». En aquesta dècada es produeix un gran increment de les accions de kale borroka, passant de 86 casos en 1990 a 1.262 en 1996.
Segons fonts policials espanyoles, la seva estructura estaria formada després de 1992 pels anomenats «grups Y» i «grups X», que estarien coordinats per un responsable i, al seu torn, per la mateixa ETA. Més tard, la kale borroka va deixar d'ocupar el lloc que se li va adjudicar en la seva creació, ja que la intensitat de la violència de carrer va créixer més del desitjat i igualment va contribuir al fet que molts dels seus joves participants acabessin a la presó o fitxats per la policia.

## Declivi

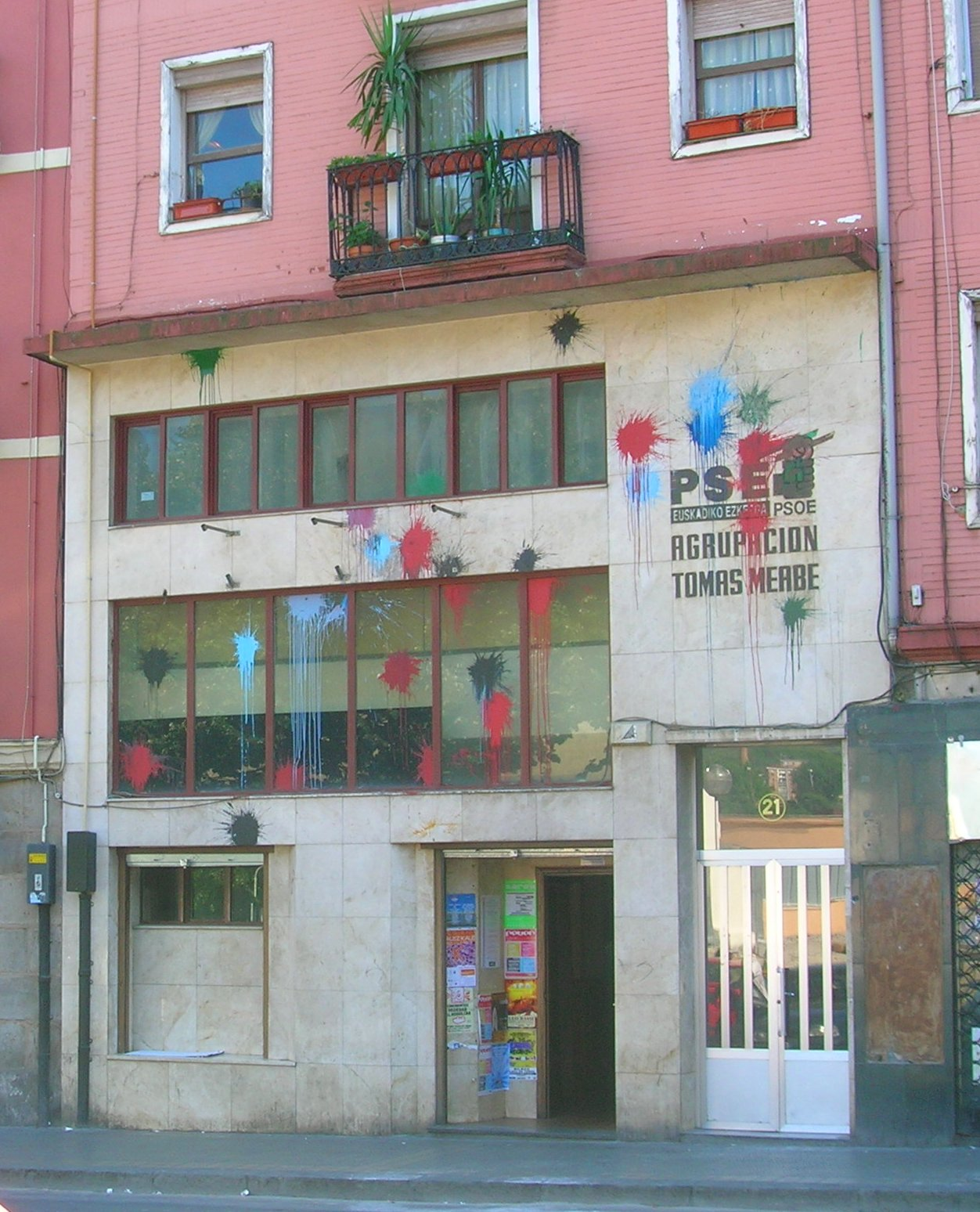
Seu del PSE-EE al barri bilbaí de San Frantzisko, atacada amb pintura.

Els actes de kale borroka van experimentar un continu declivi durant la primera dècada del segle xxi. Després de la declaració d'una treva per part d'ETA en el mes de març de 2006, els atacs van disminuir per tornar a reiniciar-se amb major força poc després, encara que sense arribar a les cotes de la dècada de 1990. Entre les causes que van originar aquest descens, se solen citar:
- La labor policial i l'increment de les penes per participar en la kale borroka.
- Les expectatives suscitades pel procés de pau.
- La falta de suport social a aquestes accions.

Després de l'anunci del cessament definitiu de l'activitat armada d'ETA en 2011, la violència de carrer ha desaparegut, si bé des d'aquest punt s'han produït alguns atacs protagonitzats, aparentment, per membres de l'esquerra abertzale crítics amb la fi del terrorisme.

## Mitjans i objectius
Els mitjans utilitzats per la kale borroka tenen un marcat caràcter polític que és el que els diferencia dels simples «actes vandàlics», i entre les accions més comunes trobem el llançament d'objectes (llambordes, pedres o còctels molotov) contra vehicles públics i privats per utilitzar-los a manera de barricada, atacs a seus polítiques i edificis institucionals (jutjats, oficines de Correus, estacions de tren...), atacs a càrrecs electes contraris a la seva ideologia (principalment del PP, PSOE i PNB), destrossa de mobiliari urbà (cabines de telèfon, papereres...), pintades i embrutament d'immobles, etc.
Una de les seves campanyes d'assetjament amb major repercussió i amb major continuïtat en el temps, va anar en contra de l'autovia de Leizaran, entre 1990 i 1992.

## Oposició
La majoria dels partits polítics han condemnat públicament aquestes accions violentes. Alguns sectors de l'esquerra abertzale, com Aralar, han rebutjat sempre aquests mètodes. Des del seu sorgiment, el nou partit de l'esquerra abertzale Sortu també els rebutja.